# Levomilnaciprán

Estructura química del levomilnaciprán.

El levomilnaciprán (nombre de marca Fetzima) es un antidepresivo aprobado para el tratamiento del trastorno depresivo mayor en los Estados Unidos. 
Fue desarrollado por Forest Laboratories  y Pierre Fabre Group, y aprobado por la FDA en julio de 2014.
El levomilnacipran es el levoenantiómero del milnaciprán, y tiene efectos y farmacología similares, actuando como un inhibidor de la recaptación de serotonina y noradrenalina (IRSN). Comparado con otros IRSN, el levomilnaciprán muestra un balance diferente, ya que su relación de inhibición de la recaptación de serotonina y noradrenalina es 1:2.

## Efectos secundarios
Incluyen náusea, discinesia, sudoración, estreñimiento, insomnio, aumento de frecuencia cardíaca y disfunción eréctil.